# クシャダス
クシャダス（トルコ語:Kuşadası [ˈkuʃadasɯ]）は、トルコ共和国の西部、アイドゥン県にある都市。
かつて高度な文明を築いた古代都市エフェソスの港として繁栄した、小アジア最大の貿易港。今ではエーゲ海に隣接するリゾート地。坂と海の多い景観が美しいとされ、トルコ人にもその他外国人にも観光地として名高い。

## 歴史
クシャダスは、古代イオニアにおいて、 Pygelaという名のエフェソスの前哨地（外港）であった。
キリスト教初期の時代である紀元前2世紀、ローマ帝国が沿岸部を支配した。聖母マリアと使徒ヨハネはこの一帯に住んだ。キリスト紀元（出生）の頃、この地域はAniaとして知られていた。しかし実際には、港は海賊の集り場で、高い精神性が養われることは無かった。
その後、ビザンチン、ヴェネツィア、ジェノヴァの商人が海岸で貿易を始めると、島に軍隊が駐屯するようになり、丘にあった町も海岸沿いに移動した。
1086年より、テュルク人の支配下となり、このエーゲ海の港がオリエントに向かうキャラバンの最終目的地となった。しかし十字軍によって破壊され、街は再び1280年までビザンチンによって支配され、その後ベイリクのメンテシェ侯国とアイドゥン侯国の支配を受けた。1413年にメフメト1世率いるオスマン帝国の支配下となる。オスマンは市壁やキャラバンサライを造った。